# Generalporočnik (Nova Zelandija)
Generalporočnik (izvirno angleško Lieutenant General; kratica LTGEN) je tretji najvišji vojaški čin in najvišji aktivni čin Novozelandske kopenske vojske in je neposredni naslednik britanskega čina generalporočnika; velja za trizvezdni čin. 
Je enakovreden činu viceadmirala Kraljeve novozelandske vojne mornarice in činu zračnega maršala Kraljevega novozelandskega vojnega letalstva. V Natovi strukturi činov spada v razred O-9. Podrejen je činu generala in nadrejen činu generalmajorja.
Trenutno je čin generalporočnika povezan s položajem načelnika Novozelandske obrambne sile; če torej novoimenovani načelnik prihaja iz vrst pripadnikov Novozelandske kopenske vojske, je povišan v čin generalporočnika.
Oznaka čina generala je prekrižana sablja in baton, maršalska palica, nad njima pa se nahaja še krona svetega Edvarda; torej ista kot je oznaka čina britanskega generalporočnika, pri čemer ima novozelandska oznaka na spodnjem delu še napis NEW ZEALAND.